# Erődnégyszög
Ez a szócikk az észak-itáliai Erődnégyszöget tárgyalja. Lásd még: a bulgáriai és régi nyugat-lengyelországi erődnégyszögek.
Az észak-itáliai Erődnégyszög vagy Várnégyszög (németül oberitalienisches Festungsviereck, olaszul Quadrilatero austriaco, am. „osztrák Erődnégyszög”) egy kiterjedt katonai erődítmény-rendszer a Garda-tótól délre, az Etsch (Adige) és Mincio folyók közében, amely négy fő erődcsoportra támaszkodik: Peschiera del Garda, Mantova, Legnago és Verona. Az erődítményeket az Osztrák Császárság hadvezetése építette ki az 1815-ben megszerzett új birodalmi területek stratégiai védelmére. Az 1848–49-es észak-itáliai forradalmi háborúkban aratott osztrák győzelmek az Erődnégyszögnek is köszönhetők. Az 1859-es szárd–francia–osztrák háborúban a visszavonuló osztrák haderő számára jelentett hatékony menedéket. Az Erődnégyszög az 1866-os porosz–osztrák–olasz háborút lezáró békeszerződés értelmében Olaszországhoz került.

## Az erődnégyszögekről általában
Az erődnégyszög négy fő erődítmény vagy erődrendszer együttese, amelyet úgy terveztek, hogy bármelyik erőd ellen indított támadást a többi erődítmény eredményesen akadályozhassa vagy jelentősen zavarhassa. Erődnégyszögeket csak kedvező terepen lehet építeni, hegyek közé, jól védett hegyi átkelőkre és folyókra telepítve. Az erősen védett folyami átkelőhelyek biztosították a közlekedést az erődök között. Ilyen erődítmény-együttesek lehetővé tették, hogy egy kisebb erejű hadsereg védett terepre vonulva biztonsággal kitérhessen a túlerőben lévő ellenség támadása elől anélkül, hogy a hadszínteret teljesen átengedné. A kisebb erődítmények sorával körülvett nagy erődrendszer védői erőteljesen lelassíthatták az ellenséges haderő mozgását, és hosszú ideig sikerrel állhattak ellen erős ostromoknak is.

## AQuadrilaterotörténete

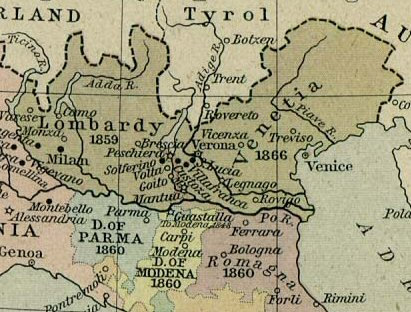
A Lombard–Velencei Királyság térképe

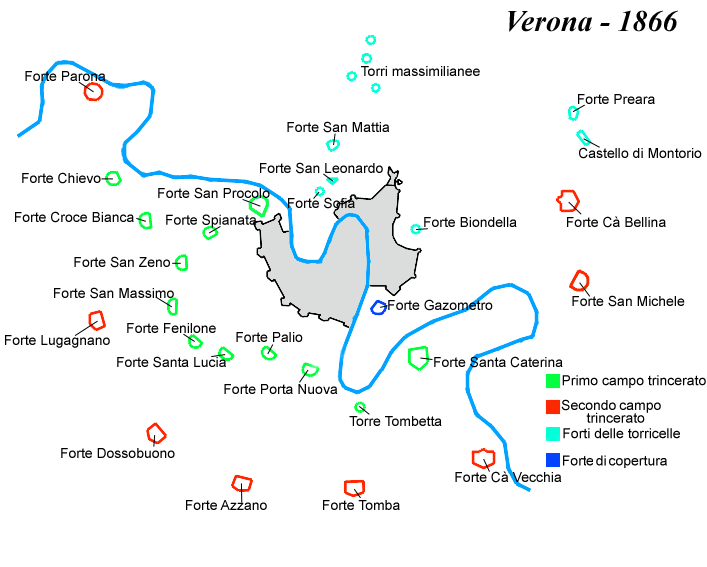
Verona 1859 után kiépített védelmi rendszere

A Német-római Birodalom és a Velencei Köztársaság történelmi határvidékén, a mai Dél-Tirol és Trentino határán, a Dolomitok vidékén már évszázadok óta léteztek várak és erődök. Verona első jelentős erődítményeit még a középkorban, I. Cangrande della Scala zsoldosvezér (condottiere) építette ki a 14. század végén. A velenceiek a 16. században már a tüzérségnek ellenálló falakat és bástyákat építettek, vezető várépítészük Michele Sanmicheli volt. A Velencei Köztársaság bukása után a lunéville-i békeszerződés értelmében az erődítmények egy részét Bonaparte tábornok utasítására lerombolták.
1815-ben a bécsi kongresszus határozatai értelmében az Osztrák Császárság megkapta Lombardiát és a Velencei Köztársaság törzsterületét, mindkettőt bekebelezve a Habsburg Birodalomba (utóbbit Velence tartomány néven), és megalakította a csatlós Lombard–Velencei Királyságot. Az új birodalmi területek és csatlós fejedelemségek stratégiai védelmére – Verona központtal – új erődvonalak kiépítése vált szükségessé, mivel az itáliai nemzeti mozgalom (Risorgimento), és az e mozgalmat támogató Szárd–Piemonti Királyság meg-megújuló terjeszkedési kísérletei veszélyt jelentettek a Birodalom érdekeire. 1815-ben megkezdődött az észak-itáliai Erődnégyszög elemeinek tervezése és kiépítése a négy főerőd, Peschiera del Garda, Mantova, Legnago és Verona térségében. A munkálatokat az Osztrák Császárság hadmérnöki főigazgatója, János főherceg irányította. Az évtizedeken át folyó építkezéseket a forradalmi háborúk is csak rövid ideig akasztották meg.
Az Erődnégyszög védelmi rendszere két folyóra támaszkodott. Peschierát és Mantovát a Mincio folyó, Veronát és Legnagót az Etsch (Adige) folyó köti össze, a Négyszög nyugati és keleti oldalát ezek a természetes akadályok is védték. Az 1850 után kiépített Milánó–Velence vasútvonal (ferrovia Milano-Venezia) megbízható és nagy kapacitású, jól védett utánpótlási vonalat jelentett. A nehezen megközelíthető hegyi erődök lezárták a nyugati irányból érkező ellenséges támadások lehetséges útvonalait, és biztosították az osztrák csapatok védett kijutását a Pó folyóhoz és a Pó-síkságra (pianura Padana).
Az 1830-as években Radetzky tábornok, az itáliai osztrák haderők főparancsnoka a Tirolba vezető utak védelmére az Adige folyó mentén újabb erődök építését rendelte el (Werk Sofia, Werk San Leonardo, Forte San Procolo).
1848–as itáliai forradalmi hullám – és Károly Albert szárd–piemonti király offenzívája – idején az osztrák Quadrilatero és az azt segítő kiserődök lánca már jelentős mértékben kiépült. Peschierát átmenetileg elfoglalták ugyan Károly Albert csapatai, de Radetzky marsall már stratégiai támaszpontként használhatta az erődláncot a forradalmak leverésére indított sikeres 1849-es hadjáratában. Radetzky a háború alatt is folytatta az erődítési munkákat, majd utódja, Gyulai Ferenc táborszernagy folytatta az építkezéseket.
Az észak-itáliai Erődnégyszöget az 1850-es évek első felében tovább kellett erősíteni, mert a krími háború idején már nyilvánvalóvá vált a Szent Szövetség rendszerének  megrendülése, és várható volt a francia–osztrák összeütközés. Ekkor épült többek között a Croce Bianca-i Werk Strassoldo (Forte Croce Bianca), a chievói Werk Kaiser Franz Josef (Forte Chievo), a Werk Radetzky (Forte San Zeno), a Werk Heß (Forte Santa Caterina), és egy sor más modern erőd.
Az 1859-es szárd–francia–osztrák háborúban az osztrák Déli Hadsereg (Südarmee) súlyos harctéri vereségeket szenvedett az egyesült francia–szárd–piemonti haderőtől. Az Erődnégyszögbe visszavonult, védelemre berendezkedő osztrák császári csapatok megtámadását III. Napóleon császár nem merte megkockáztatni és megegyezett Ferenc Józseffel Lombardia átengedéséről. Veneto és Friuli-Venezia Giulia tartományok ekkor még az Osztrák Császárság birtokában maradtak.
Az 1859-es háború tapasztalatain okulva a bécsi Haditanács a következő évben jelentősen megerősítette a várláncot. A veronai Hadmérnökség (Genie Direction) nyolc új erődöt épített. A kor legmodernebb, huzagolt csövű messzehordó, nagy találati pontosságú nehézlövegeit helyezték el bennük, emellett egy második megerősített árokrendszert és sáncvonalat is kiépítettek a fő erődvonal előtt kb. 4 kilométer távolságban (secondo campo trincerato). Az új erődvonal tagjai a paronai Werk Erzherzog Albrecht, a lugagnanói Werk Kronprinz Rudolf, a dossobuonói Werk Erzherzogin Gisela, az azzanói Werk Neu Wratislaw, a tombai Werk Stadion, a veronai San Michele városnegyedben a Werk Kaiserin Elisabeth, a mai A4 autópálya mellett a Werk Cà Vecchia és Werk Cà Bellina erődök voltak.

## AQuadrilateroelvesztése
Az erődítési munkák egészen 1866 tavaszáig folytak. Ebben az évben kitört a porosz–osztrák–olasz háború. Az olasz fronton az Albert főherceg tábornagy által vezetett osztrák Déli Hadsereg szilárdan támaszkodhatott az Erődnégyszögre, amelynek centrumát a veronai erődrendszer képezte. Az Erődnégyszög ekkor Európa egyik legjobban erődített régiójának számított. Albert főherceg újabb megsemmisítő vereségeket mért II. Viktor Emánuel olasz király támadó csapataira. Az északi fronton a poroszoktól elszenvedett königgrätzi vereség nyomán azonban az Osztrák Császárság kénytelen volt aláírni a bécsi békeszerződést, amelynek értelmében ki kellett ürítenie Venetót és Friuli-Venezia Giulia nagy területeit is. Az Erődnégyszög az Olasz Királysághoz került.
Az Erődnégyszög egyes tagjai az első világháborúban, a Dél-Tirolért folyó harcokban megsemmisültek. A XX. században az erődrendszer létesítményeinek egy részét az olasz hadsereg használja, más épületeket magukra hagytak, vagy lebontottak. Néhány erődelemet múzeummá alakítottak, ezek ma is látogathatók.

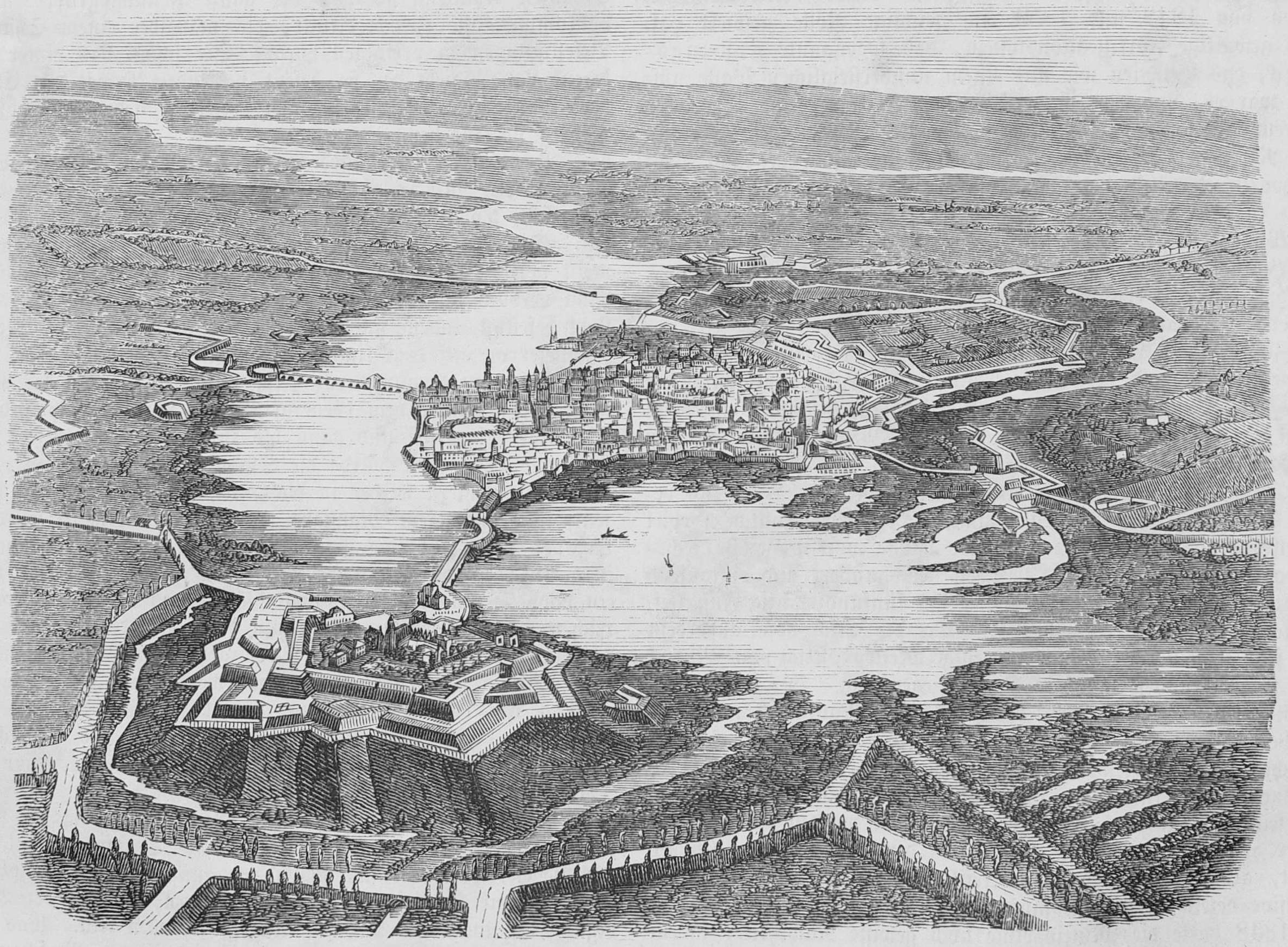
Mantova erődje.
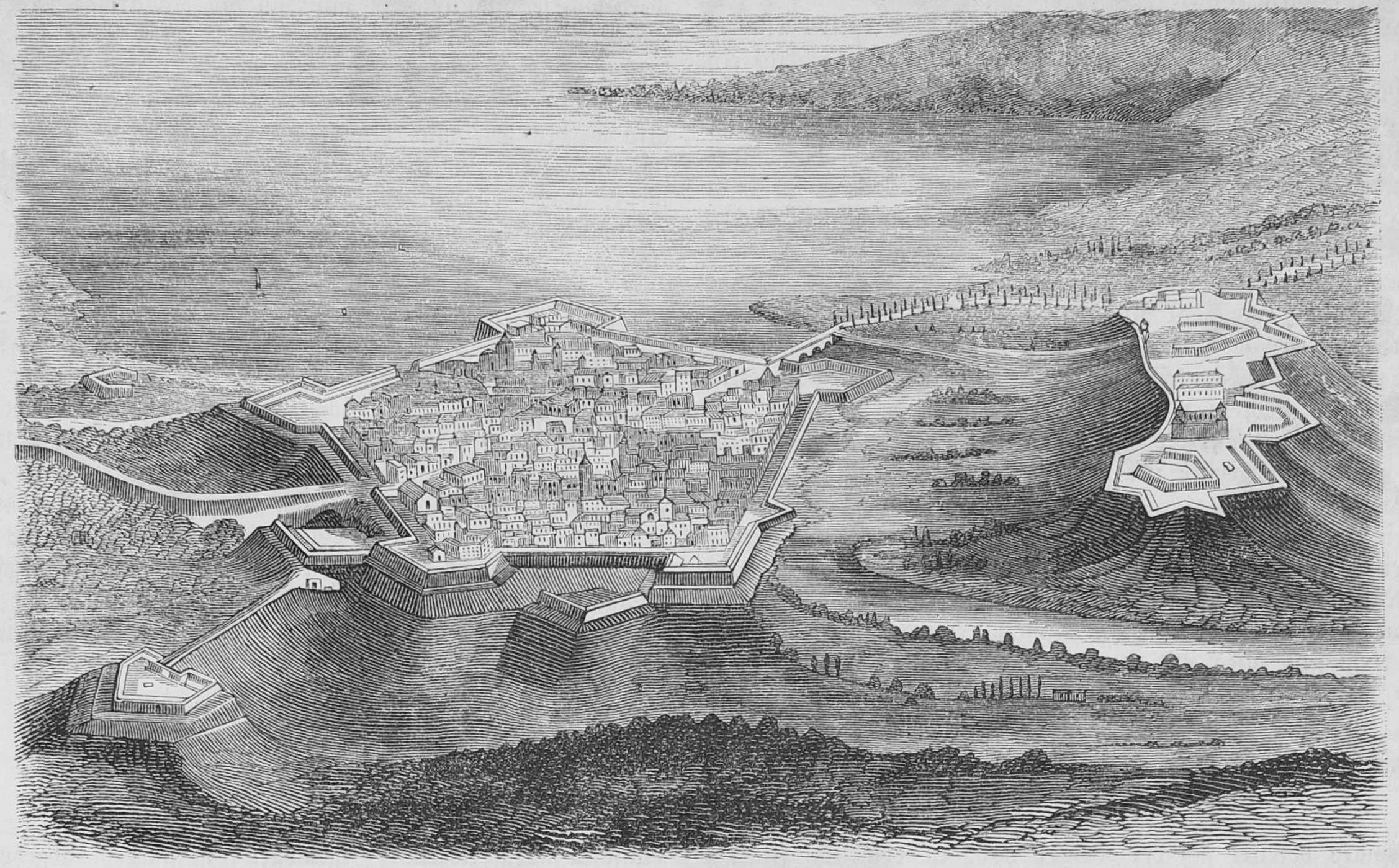
Peschiera del Garda erődje.
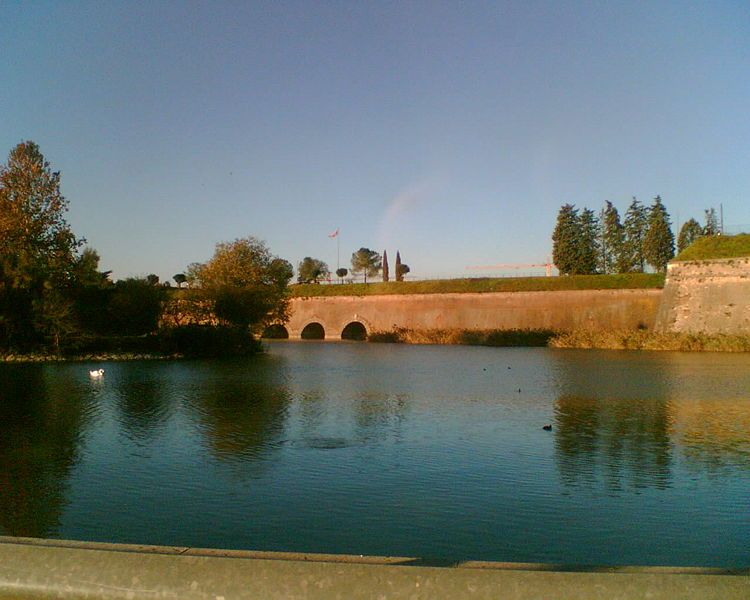
Peschiera del Garda Erődfalak a Mincio fölött.
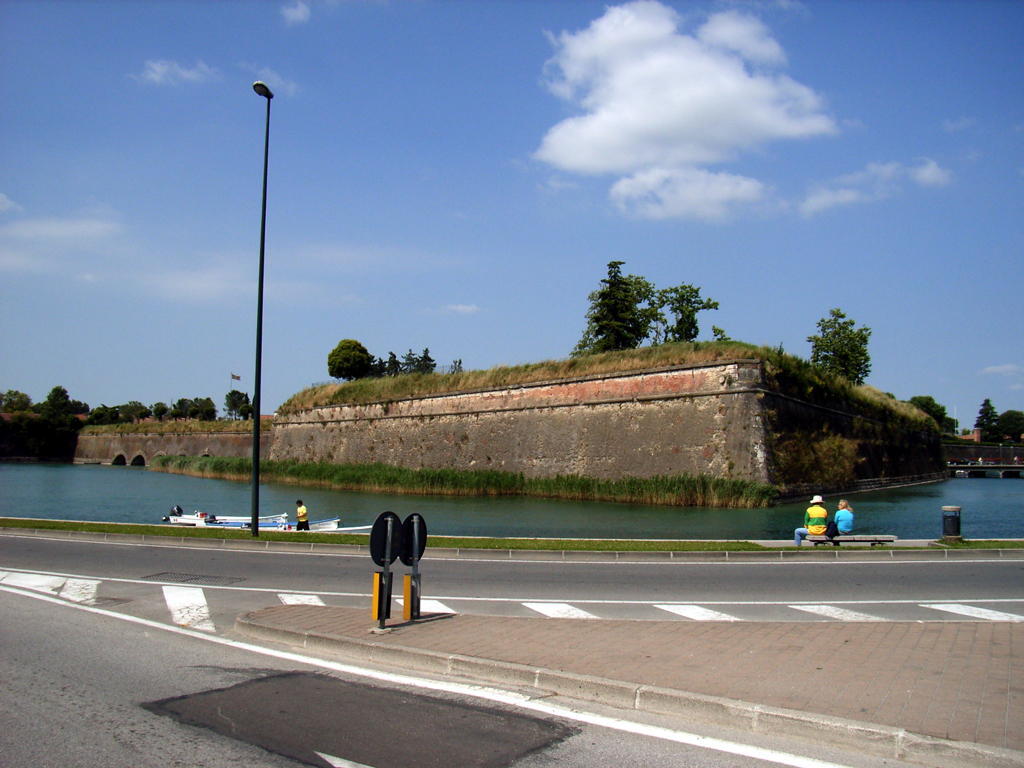
Peschiera del Garda Erődfalak a Mincio fölött.
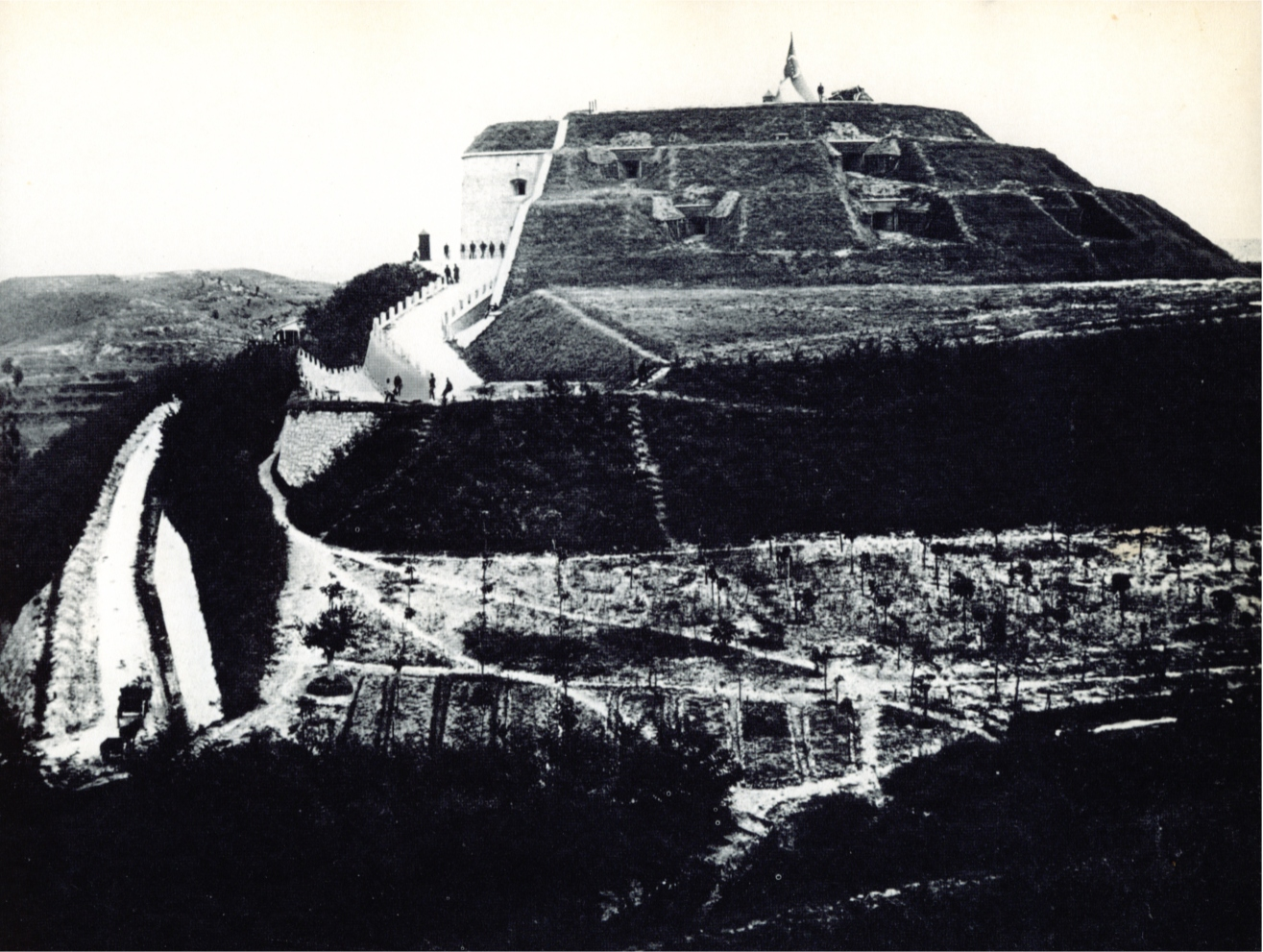
Peschiera del Garda, Monte Croce.
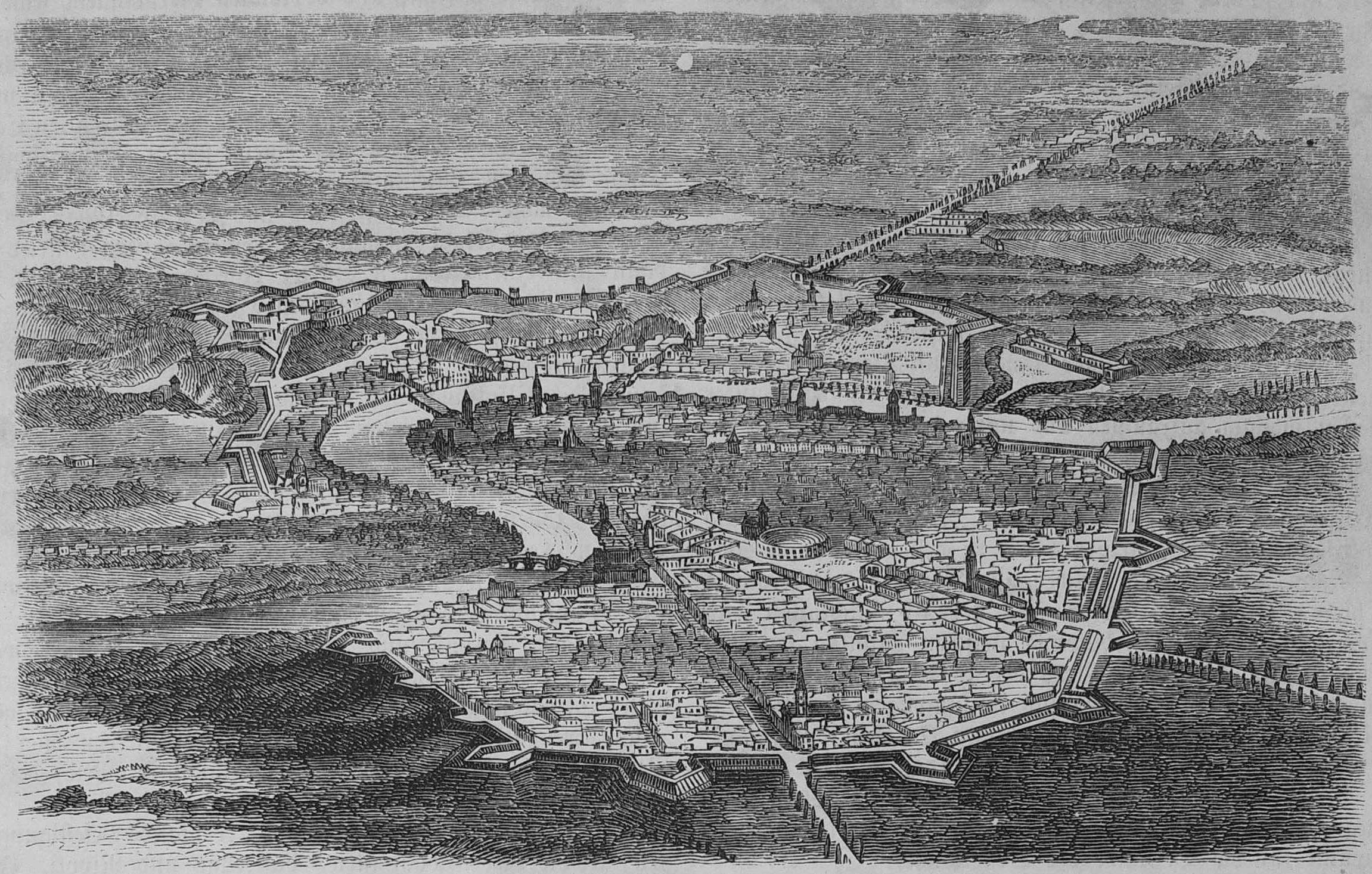
Verona megerődített városa.
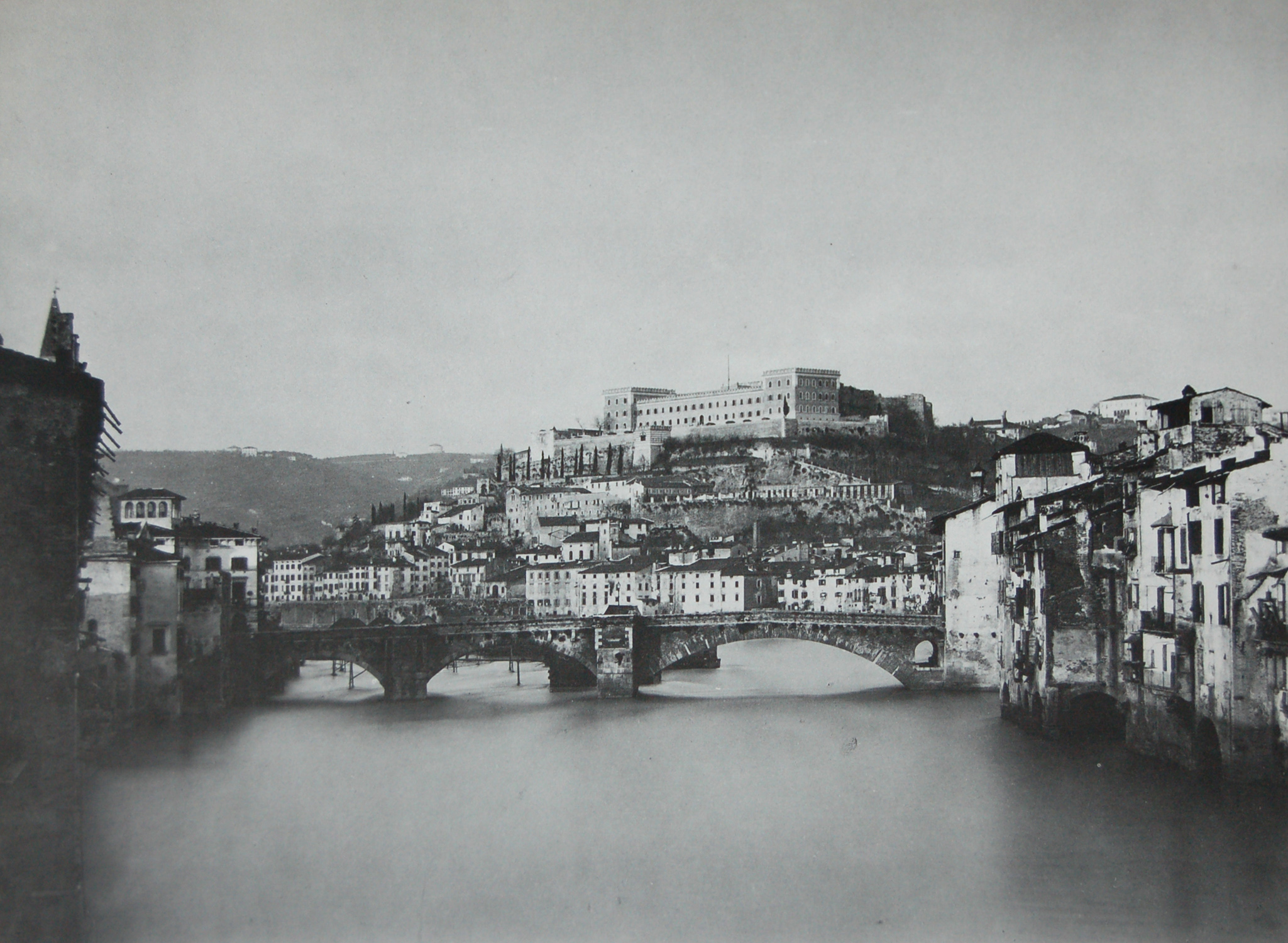
Verona, Colle San Pietro.
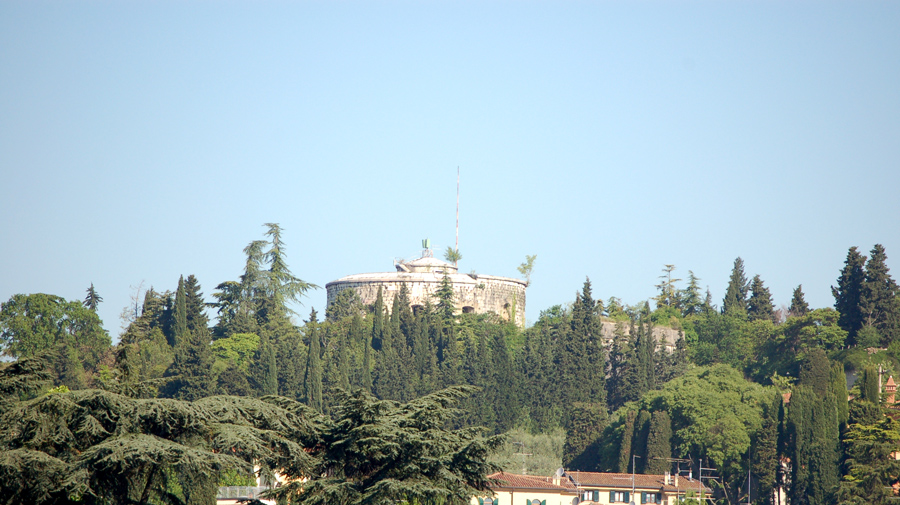
A Zsófia-erőd (Werk Sofia) (épült 1838-ban).
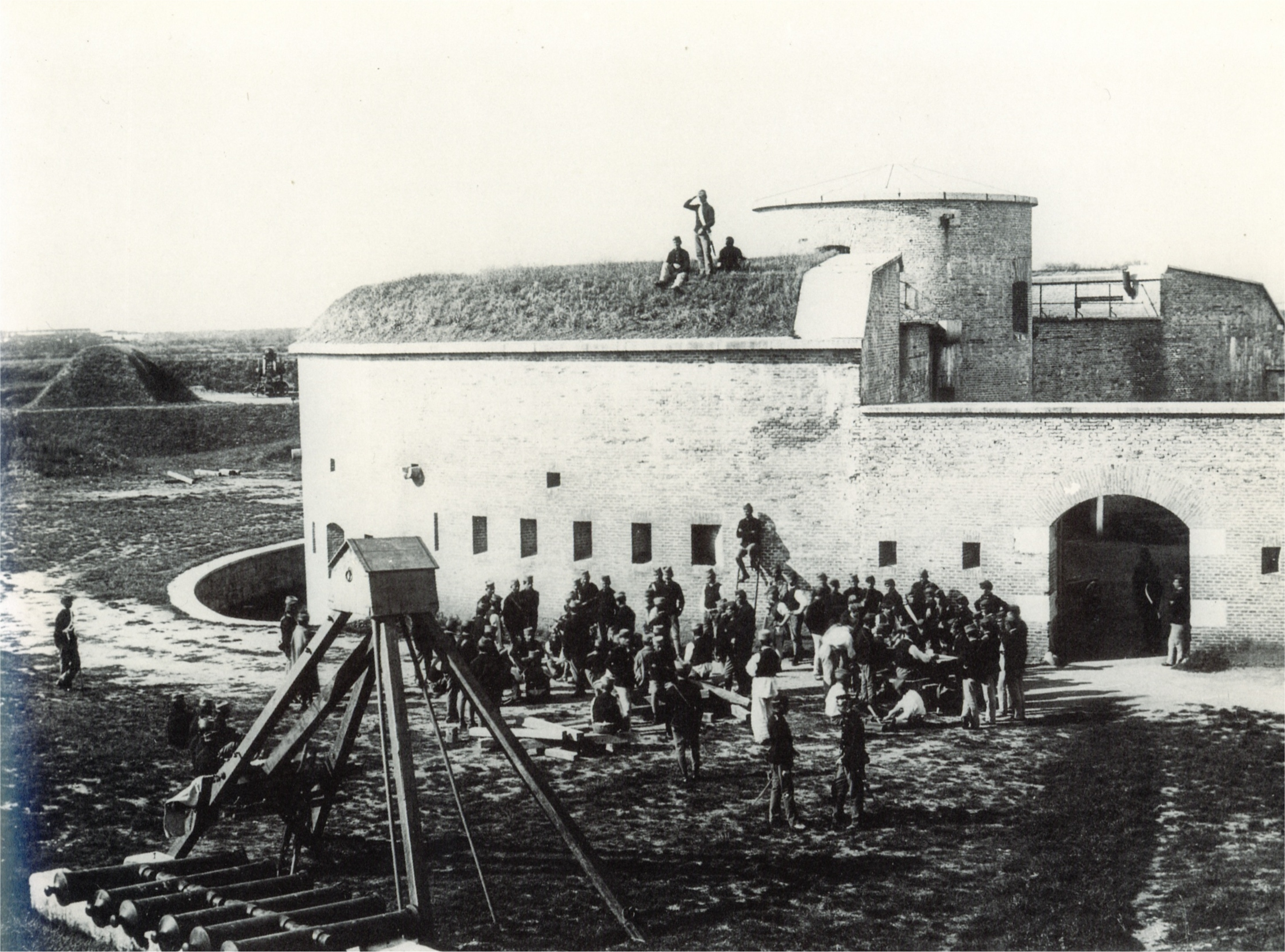
A veronai Clam erőd (Forte Porta Nuova), épült 1848–51.
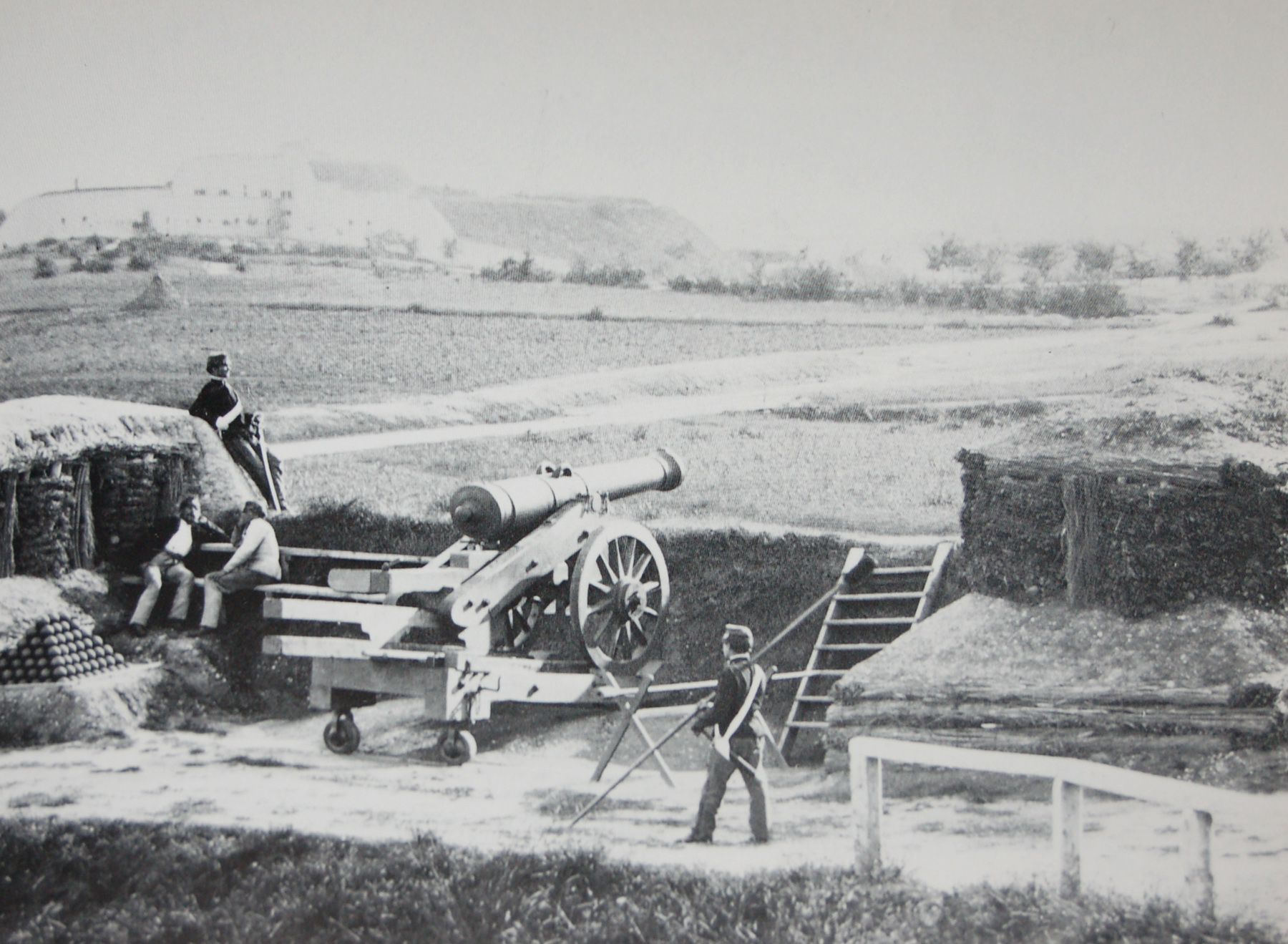
A Strassoldo-erőd (Forte Croce Bianca) (épült 1851-ben).
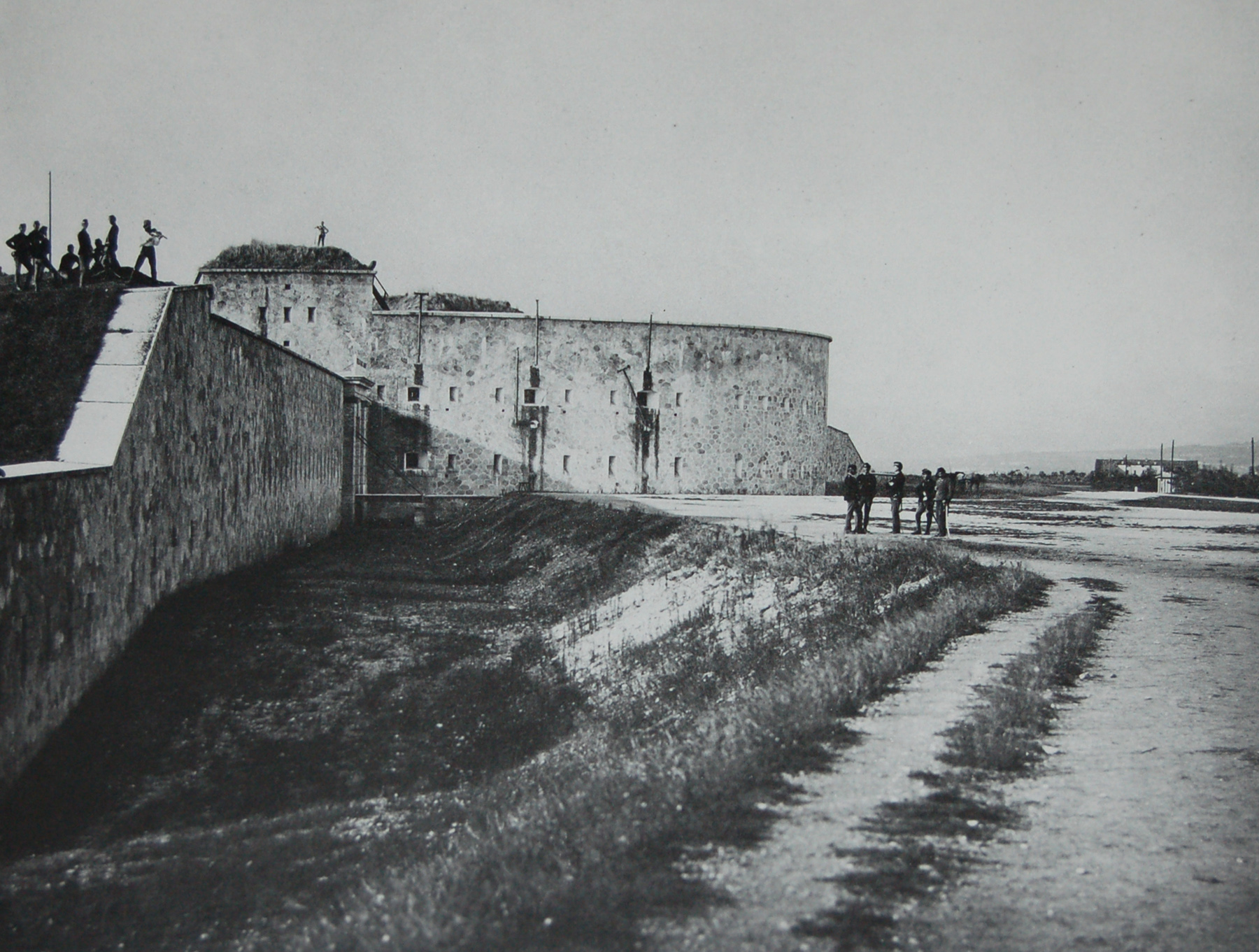
Werk Franz Joseph (Forte Chievo), épült 1850–1852.
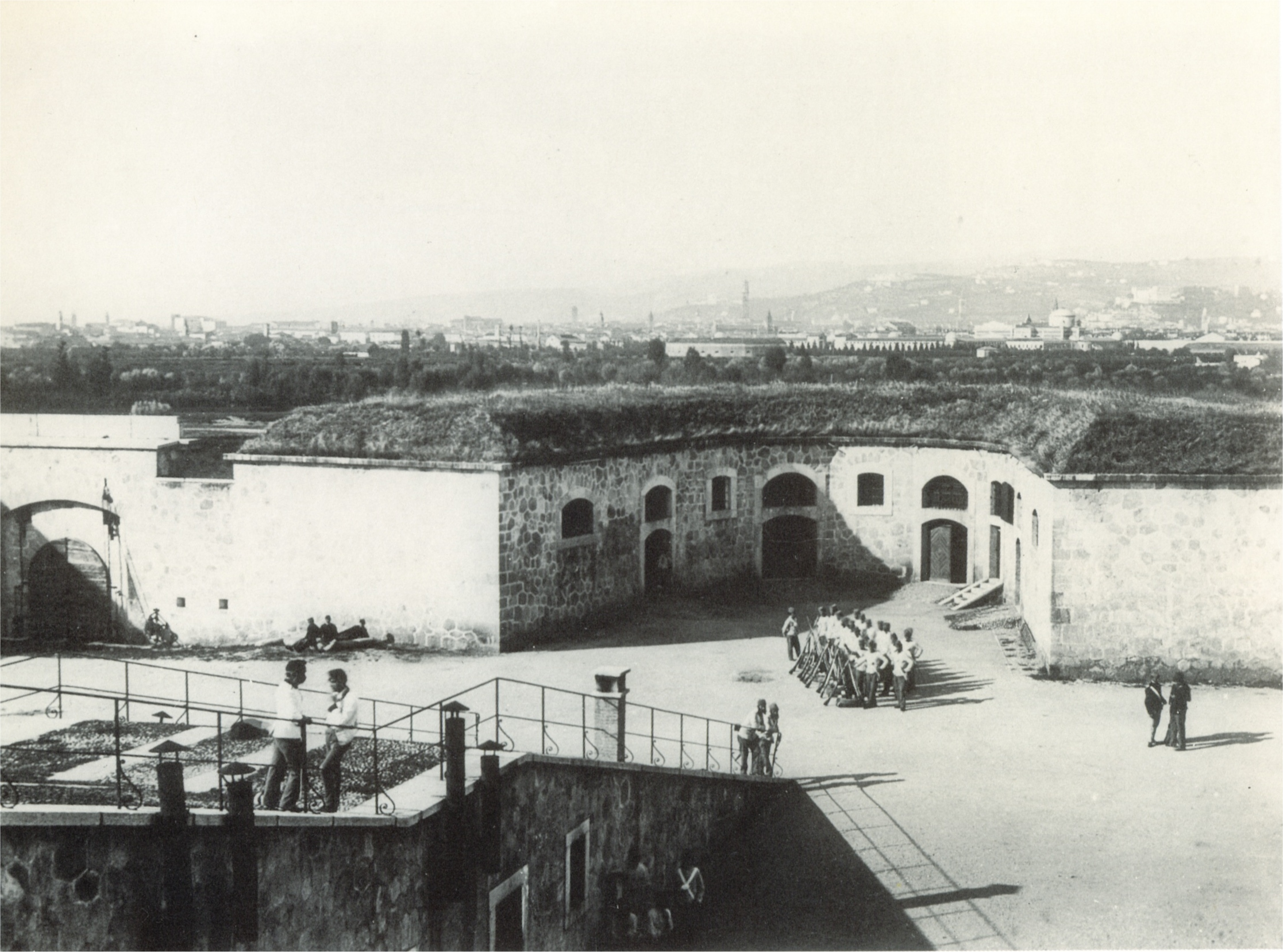
Werk Heß (Forte Santa Caterina), épült 1850–1852.
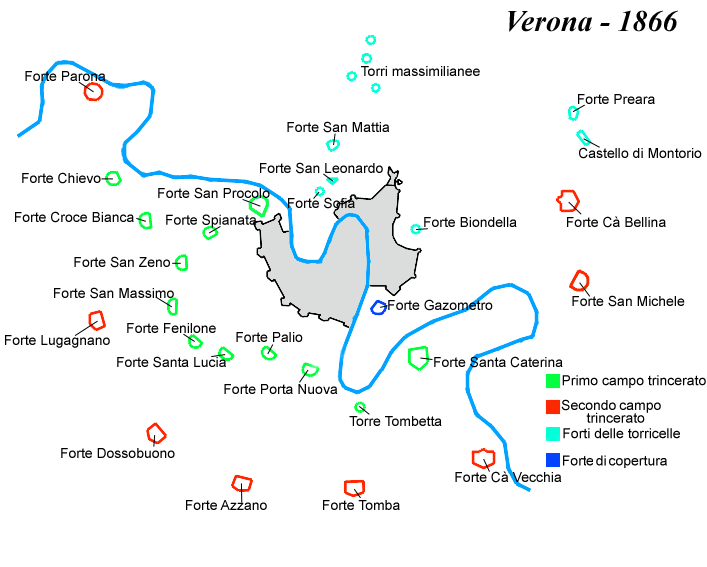
Verona erődrendszere 1859 után.
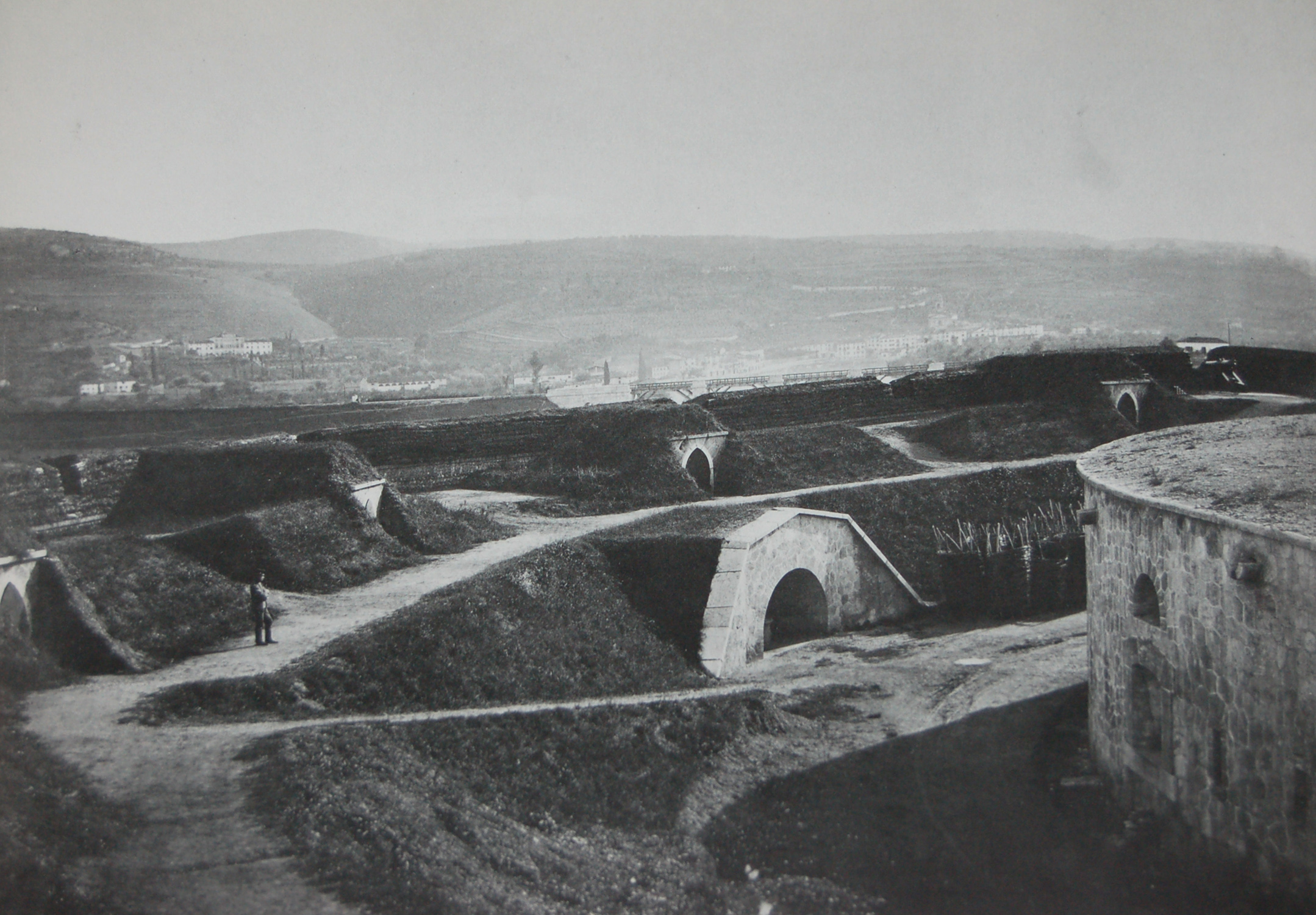
A Parona erőd, 1863.
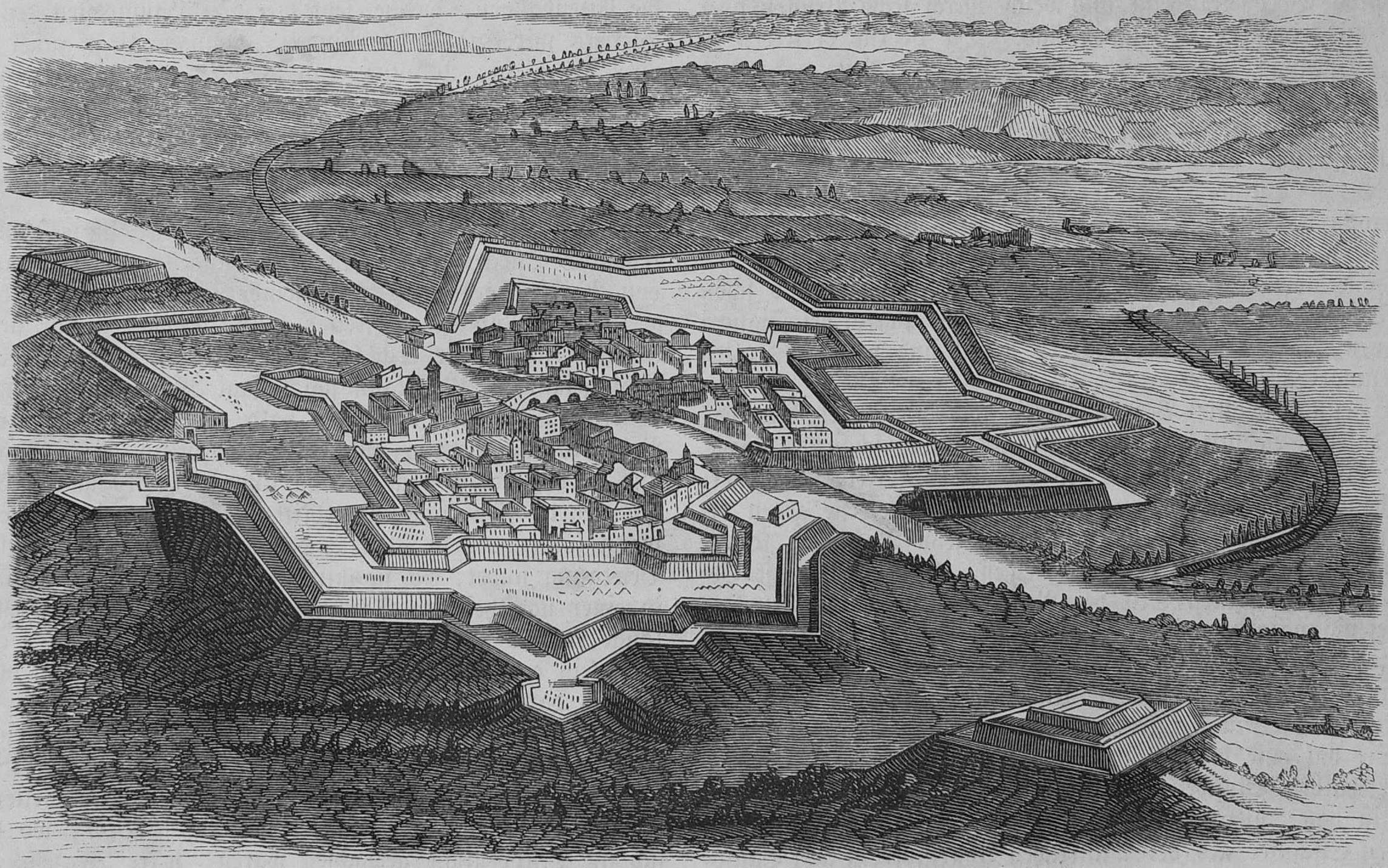
Legnago erődítményei.
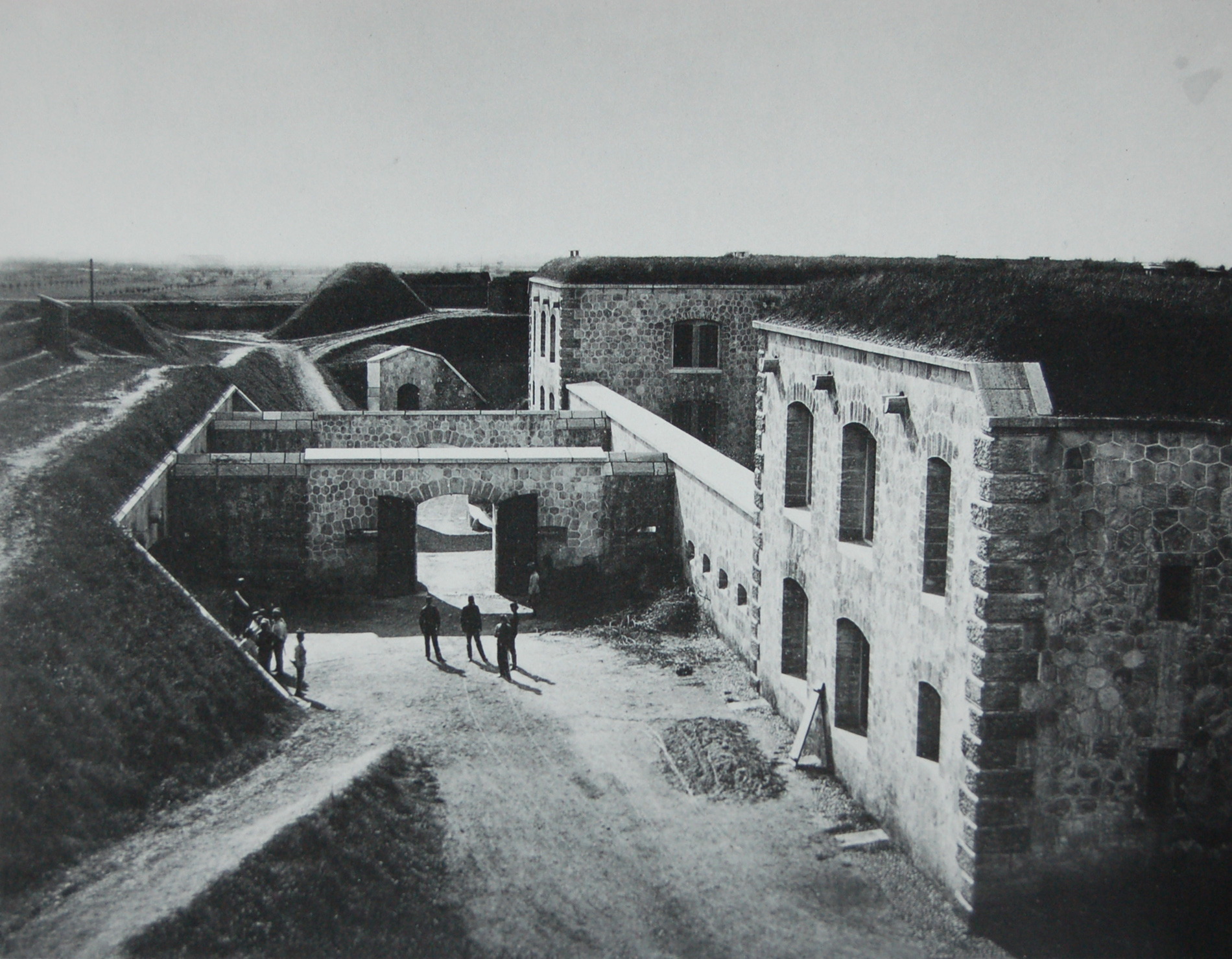
Werk Kronprinz Rudolf (Forte Lugagnano), épült 1860–61.

## Más ismert erődnégyszögek
- Bulgáriai erődnégyszög: Szilisztra – Várna – Sumla (Sumen) – Ruszcsuk (Rusze), amely az orosz–török háborúkban kapott jelentősebb szerepet.
- Régi nyugat-lengyelországi orosz erődnégyszög: Modlin erőd  (ma: Nowy Dwór Mazowiecki, Mazóvia, Lengyelország) – Varsó – Ivangorod (ma Dęblin, Lublini vajdaság, Lengyelország) – Breszt-Litovszk (ma Fehéroroszország).

## Külső hivatkozások
- Friedrich Engels: Wie Österreich Italien in Schach hält (1859) (németül)
- Il Forte Asburgico – A legnagói Habsburg-erőd honlapja (németül)
- „Fortezza” Peschiera del Garda (A peschierai erőd) (angol nyelven). members.virtualtourist.com. [2013. június 30-i dátummal az eredetiből archiválva].
- Mantova és Peschiera del Garda (olaszul)
- Verona, Forte Gisella[halott link] (olaszul)
- Verona védelmi rendszere – Az olasz Wikipédia szócikke (olaszul)